# 陈向平
陈向平（1970年11月—），女，汉族，河南滑县人。中华人民共和国政治人物。在职经济学博士学位，中共党员，现任中共平顶山市委书记。

## 生平
1992年毕业于河南财经学院计划统计系国民经济计划专业，后进入河南省计划经济委员会工作；曾任河南省漯河市发展和改革委员会副主任、党组成员兼工业经济促进局局长，2008年10月，任河南省统计局副局长；2011年8月，任中共洛阳市委常委、统战部长，市政协党组副书记；2015年4月，任中共洛阳市委常委、组织部长；2017年11月，任中共商丘市委副书记；2021年7月，任河南省科学技术厅厅长、党组书记。
2023年3月，接替已经升任河南省委常委的张雷明，出任中共平顶山市委书记。